# Ходжсон, Джеффри
Джеффри Мартин Ходжсон (англ. Geoffrey Hodgson; род. 28 июля 1946 года, Уотфорд) — почётный профессор (2021) менеджмента в лондонском кампусе университета Лафборо, а также главный редактор Journal of Institutional Economics.

## Биография
В 1964—1965 работал программистом. В 1968 получил степень бакалавра по математике и философии в Манчестерском университете. В 1968—1972 работал учителем математики в школе. В 1974 получил степень магистра экономики в Манчестерском университете. В 1997 получил степень доктора литературы в Кембриджском университете. С 1974 по 2021 преподавал в университетах.
На парламентские выборах 1979 был кандидатом в депутаты от лейбористской партии, набрал 38,9 % голосов и занял 2 место.
Ходжсон признан одной из ведущих фигур современного критического институционализма, который продолжает критический дух и интеллектуальную традицию основателей институциональной экономики, в частности Торстейна Веблена. Его широкие исследовательские интересы простираются от эволюционной экономики и истории экономической мысли до марксизма и теоретической биологии. Впервые он стал известен благодаря своей книге «Экономика и институты: манифест современной институциональной экономики» (1988), в которой критикуется современный экономический мейнстрим и содержится призыв пересмотреть экономическую теорию на новых основаниях институционализма. Его репутация укрепилась благодаря трилогии более поздних книг — «Экономика и утопия» (1999), «Как экономика забыла историю» (2001) и «Эволюция институциональной экономики» (2004), в которых аргументы Ходжсона превратились в более развёрнутую и убедительную критику экономического мейнстрима.
В 1988 году Ходжсон участвовал в создании Европейской ассоциации эволюционной политической экономии (EAEPE). Он был её генеральным секретарём до 1998 года. В 2000 году Ходжсон стал соучредителем The Other Canon, центра и сети исследований в области неортодоксальной экономики, с главным основателем и исполнительным председателем Эриком Райнертом и другими. В 2013 году Ходжсон стал соучредителем Всемирной междисциплинарной сети институциональных исследований (WINIR). В своей книге 2015 года «Концептуализация капитализма» и статье, озаглавленной «Правовой институционализм», он набросал свою собственную исследовательскую программу правового институционализма.

## Институты, согласно Ходжсону
Согласно Ходжсону, институты являются основой социальной жизни. Он определяет их в статье 2006 года, говоря, что институты — это «системы установленных и преобладающих социальных правил, которые структурируют социальное взаимодействие». Примерами институтов могут быть язык, деньги, закон, системы мер и весов, манеры поведения за столом и организации (например, фирмы). Конвенции, которые могут быть включены в законодательство, также могут рассматриваться как институты (Hodgson, 2006, стр. 2).
Что Ходжсон считает важным в институтах, так это то, как они структурируют социальную жизнь и формируют наше восприятие и предпочтения. Они также создают стабильные ожидания. Он утверждает, что: «Как правило, институты способствуют упорядочению мышления, ожиданий и действий, навязывая человеческим действиям форму и последовательность». Следовательно, институты как способствуют, так и ограничивают действия.
Ходжсон рассматривает институты как системы правил. В широком смысле правило — это «социально передаваемое и обычное нормативное предписание или имманентно нормативное расположение, которое в обстоятельствах X соответствует Y» (Hodgson, 2006, стр. 3). Это означает, что для того, чтобы правило было эффективным, оно должно быть встроено в установки или привычки. Простые указы не обязательно являются правилами в этом смысле. Привычки и обычаи помогают придать правовой норме нормативный статус, который может помочь новому закону вступить в силу. В процессе социального взаимодействия нормы постоянно меняются (Ходжсон, 2006, с. 3-4)

## Сочинения
- Экономическая теория и институты. Манифест современной институциональной экономической теории = Economics and Institutions. / Пер. с англ. М. Я. Каждана. — М. : Дело, 2003. — 464 с. : табл. ISBN 5-7749-0307-9
- Эволюция институтов: направления будущих исследований // Журнал экономической теории. 2005. № 2.
- Economics in the Shadows of Darwin and Marx (Edward Elgar, Cheltenham, 2006). ISBN 978-1-84542-497-8. ISBN 1-84542-497-2.
- From Pleasure Machines to Moral Communities: An Evolutionary Economics without Homo Economicus (University of Chicago Press, 2013) ISBN 9780226922713
- From Marx to Markets: An Intellectual Odyssey (Edward Elgar Publishing, 2025) ISBN 9781035350094